# Султанська Вельможність

Герб Султана Єгипту

Його/Її Султанська Вельможність (англ. His Sultanic Highness (HSH); фр. Son Altesse Sultanica (SAS)) — почесний титул та ґоноратив султана Єгипту та його спадкоємців.

## Історія
1914 року після проголошення війни проти Османської імперії, до складу якої тоді входив Єгипет, Велика Британія оголосила свій протекторат над територією країни. Британці скинули єгипетського хедива (титул правителя Єгипту перед цим) Аббаса II, замінивши його іншим членом монаршої родини Гусейном Камілем, який став султаном Єгипту.
Семеро осіб використовували титул «Султанська Вельможність»: Ісмаїл Фуад, Фавкія Фуад, Фарук I, Фавзія Фуад, Файза Фуад, Фаіка Фуад і Фатія Фуад.
Після Єгипетською революції 1919 року, виходу англійців з Єгипту та проголошенням Єгипетського королівства у 1922 році країна була визнана Великою Британією як суверенна держава.
Султан Фуад I (Його Султанська Вельможність) став королем Єгипту, а його нащадки отримали титул Його Королівська Вельможність, принци та принцеси Єгипту.